# Walter E. Williams

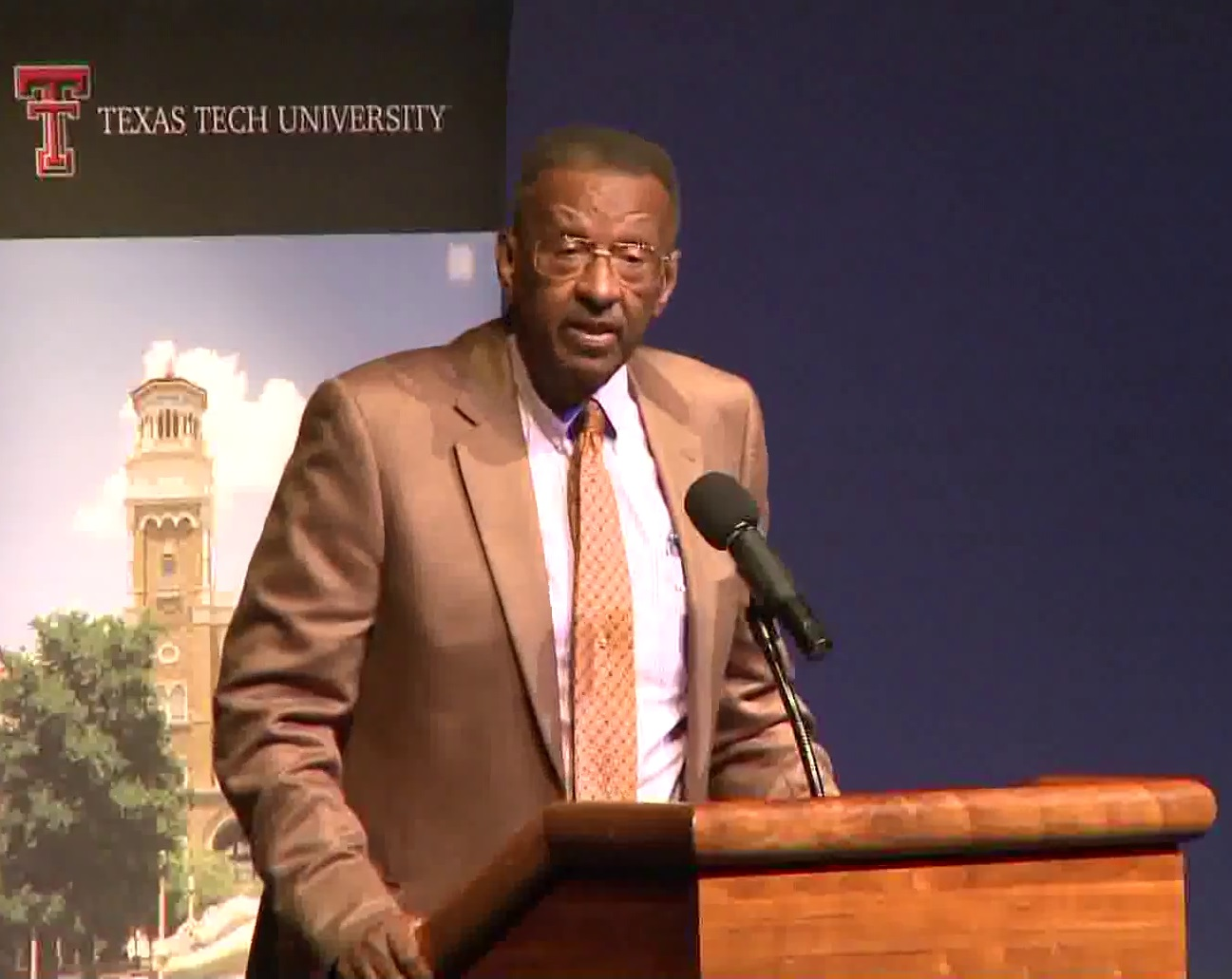
Walter Edward Williams bei einer Rede auf der Texas Tech 2013

Walter Edward Williams (* 31. März 1936 in Philadelphia; † 1. Dezember 2020 in Arlington, Virginia) war John M. Olin Distinguished Professor of Economics an der George Mason University, machte seinen Bachelor-Abschluss 1965 in Wirtschaftswissenschaften von der California State University und 1968 einen Master- und 1972 einen PhD-Abschluss in Wirtschaftswissenschaften von der UCLA. Darüber hinaus hat er einen Doctor of Humane Letters von der Virginia Union University und dem Grove City College erhalten. Er hat außerdem einen Doktortitel der Rechtswissenschaften des Washington and Jefferson College und einen Doktortitel Honoris Causa en Ciencias Sociales der Universidad Francisco Marroquín in Guatemala, wo er auch Honorarprofessor war.
Er war als Wirtschaftswissenschaftler, Pädagoge, politischer Experte, Radiomoderator und Kolumnist tätig und wurde für seine klassisch-liberalen und libertären Ansichten bekannt.
Die Washington Post nannte ihn einen Ökonom der freien Marktwirtschaft und regierungskritischen Kommentator. Er selbst sagte über sich in einem Interview mit dem National Review „Ich gehöre keiner Partei an - ich würde mich als liberalen Jeffersonianer oder Madisonianer bezeichnen“.

„His research was rigorous, and he was one of the few economists who know how to engage with the public.
 Seine Forschungen waren rigoros, und er war einer der wenigen Wirtschaftswissenschaftler, die es verstanden, mit der Öffentlichkeit in Kontakt zu treten.“

Ein Dokumentarfilm über ihn ist Suffer No Fools, der auf seinem Buch Up from the Projects: An Autobiography basiert.
Sein Buch The State Against Blacks (Der Staat gegen die Schwarzen) wurde im Winter 1982 von McGraw-Hill veröffentlicht und zu einer Fernsehdokumentation mit dem Titel Good Intentions verarbeitet.

## Leben
Walter E. Williams war 3 Jahre alt als sein Vater die Familie verließ und er und eine Schwester wurden von ihrer Mutter aufgezogen. Nach der High School fuhr er zwei Jahre lang Taxi, dann wurde er zur Armee eingezogen. Nach seiner Entlassung kehrte Williams 1960 nach Los Angeles zurück und heiratete Connie Taylor. Dort besuchte er die California State University, wo er 1965 seinen Bachelor-Abschluss machte. Anschließend begann er ein Studium der Wirtschaftswissenschaften an der University of California in Los Angeles. Er freundete sich mit Thomas Sowell an, mit dem ihn eine lebenslange Freundschaft verband. Williams erwarb 1968 einen Master-Abschluss an der UCLA und promovierte dort 1972.
1980 wechselte Williams zur George Mason University, die als eine Bastion des konservativen Wirtschaftsdenkens bekannt ist. Er hatte auch eine lange Verbindung zum Cato Institute, einer libertären Denkfabrik. Während seiner vier Jahrzehnte an der GMU lebte Williams in einem Vorort von Philadelphia und zog nie dauerhaft in die Region Washington.
Seine zum Zeitpunkt ihres Todes 47-jährige Ehefrau, geborene Connie Taylor, starb im Jahr 2007 oder 2009. Zu den Hinterbliebenen gehören die gemeinsame Tochter Devon/Devyn Williams und ein Enkel.
Williams war Raucher, der keine regulären Fluglinien benutze, da er dort nicht rauchen durfte, und hatte bekanntermaßen eine COPD. Er starb im Alter von 84 Jahren plötzlich, nach einem von ihm gehaltenen Kurs, in seinem Auto auf dem Parkplatz der George Mason University.

## Wirken
Williams lehrte am Los Angeles City College, der California State University in Los Angeles, der Temple University in Philadelphia und am Grove City College in Grove City, Pennsylvania und verfasste 10 Bücher und über 150 Publikationen. Diese erschienen in wissenschaftlichen Fachzeitschriften wie Economic Inquiry, American Economic Review, Georgia Law Review, Journal of Labor Economics, Social Science Quarterly und dem Cornell Journal of Law and Public Policy sowie in populären Publikationen wie Newsweek, Ideas on Liberty, National Review, Reader’s Digest, Cato Journal und Policy Review.
Als Professor an der Temple University in Philadelphia machte er 1975 Schlagzeilen, als er einen offenen Brief veröffentlichte, in dem er andere Fakultätsmitglieder dafür kritisierte, bei der Benotung afroamerikanischer Studenten zu nachsichtig zu sein.
Er hatte zahlreiche Radio- und Fernsehauftritte, darunter in Nightline, Firing Line, Face the Nation, Milton Friedmans Free To Choose, Crossfire, MacNeil/Lehrer, Wall Street Week und war regelmäßiger Kommentator des Nightly Business Report. Er war auch gelegentlicher Ersatzmoderator für die Rush Limbaugh-Show. Darüber hinaus schrieb Williams eine wöchentliche Kolumne, die landesweit syndiziert wurde und in etwa 140 Zeitungen und auf mehreren Websites erschien.
Williams war emeritierter Treuhänder des Grove City College und der Reason Foundation. Er war Direktor der Chase Foundation und von Americans for Prosperity. Außerdem war er Mitglied in zahlreichen Beratungsgremien, darunter: Cato Institute, Landmark Legal Foundation, Institute of Economic Affairs und der Heritage Foundation. Dr. Williams war ausgezeichneter assoziierter Wissenschaftler am Mercatus Center der George Mason University.

## Auszeichnungen
Williams hat zahlreiche Stipendien und Auszeichnungen erhalten, darunter 2017 den Bradly Prize, der Wissenschaftler und Praktiker ehrt, deren Leistungen die Mission der Lynde and Harry Bradley Foundation widerspiegeln, die Prinzipien und Institutionen des amerikanischen Exzeptionalismus wiederherzustellen, zu stärken und zu schützen. Zudem bekam den David Jones Lifetime Achievement Award des Fund for American Studies, den Adam Smith Award der Foundation for Economic Education, den Hoover Institution National Fellow, den Ford Foundation Fellow, die George Washington Medal of Honor der Valley Forge Freedoms Foundation, den Veterans of Foreign Wars U.S. News Media Award, den Adam Smith Award, den California State University Distinguished Alumnus Award, den George Mason University Faculty Member of the Year und den Alpha Kappa Psi Award.

## Veröffentlichungen

### Bücher
- 1982: The State Against Blacks. New York: McGraw-Hill. ISBN 978-0-07-070378-0. OCLC 15984778.
- 1982: America: A Minority Viewpoint. Stanford: Hoover Institution Press. ISBN 978-0-8179-7562-3. OCLC 492741326.
- 1987: All It Takes Is Guts: A Minority View. Washington: Regnery Gateway. ISBN 978-0-9522656-9-6. OCLC 242317610.
- 1989: South Africa's War Against Capitalism. New York: Praeger. ISBN 978-0-275-93179-7. OCLC 246932397.
- 1990: South Africa's War Against Capitalism. Kenwyn [South Africa]: Juta. ISBN 978-0-7021-2445-7. OCLC 758452218.
- 1995: Do The Right Thing: The People’s Economist Speaks. Stanford: Hoover Institution Press. ISBN 978-0-8179-9382-5. OCLC 32666686.
- 1999: More Liberty Means Less Government: Our Founders Knew This Well. Stanford: Hoover Institution Press. ISBN 0-8179-9612-5. OCLC 237344402.
- 2008: Liberty Versus the Tyranny of Socialism: Controversial Essays. Stanford: Hoover Institution Press. ISBN 978-0-8179-4912-9. OCLC 495418182.
- 2010: Up From The Projects: An Autobiography. Stanford: Hoover Institution Press. ISBN 978-0-8179-1255-0. OCLC 670480882.
- 2011: Race & Economics: How Much Can Be Blamed on Discrimination?. Stanford: Hoover Institution Press. ISBN 978-0-8179-1244-4. OCLC 939069012.
- 2015: American Contempt for Liberty. Stanford: Hoover Institution Press. ISBN 978-0-8179-1875-0. OCLC 1044305521.

### Monografien
- Youth and Minority Unemployment, commissioned by the U. S. Congress, Joint Economic Committee, 95th Congress, 1st Session (Washington, D. C.: Government Printing Office, July, 1977).
- Youth and Minority Unemployment, (California: Hoover Institution Press, 1977), Ungekürzte Fassung des Berichts des Paritätischen Wirtschaftsausschusses.

### Fachartikel und Notizen
- “Political Decentralization,” American Economic Review (May, 1971), pp. 465-67.
- “Why the Poor Pay More: An Alternative Explanation,” Social Science Quarterly (September, 1973), pp. 372-79.
- “Some Hard Questions on Minority Businesses,” Negro Educational Review (April/July, 1974), pp. 123-42.
- “Racial Price Discrimination: A Note,” Economic Inquiry (January, 1977), pp. 147-50.
- “Racial Price Discrimination: A Further Note,” Economic Inquiry (July, 1978), p. 457.
- “Government Sanctioned Restraints that Reduce Economic Opportunities for Minorities,” Policy Review (Fall, 1977), pp. 1-24. A revised reprint was published by Policy Review. (July, 1978).
- “Legal Restriction on Black Progress,” Howard University Law Journal (January, 1978), pp. 47-71.
- “Higher Education and Minority Opportunities,” Howard Law Journal Vol. 21, No.2, 1978, pp. 545-557.
- “Tuition Tax Credits: Other Benefits,” Policy Review (Spring, 1978), pp. 58-89.
- “Racism and Organized Labor,” Lincoln Review (Spring, 1979), pp. 25-34.
- “Freedom to Contract: Blacks and Labor Organizations”: in Black America and Organized Labor: A Fair Deal with Laurin A. Smith and Wendall W. Gunn (Washington, D. C.: Lincoln Institute, 1980).
- “Freedom to Contract: Blacks and Labor Organizations,” Government Union Review (Summer 1981), pp. 28-47.
- “Male-Female Earnings Differentials: A Critical Reappraisal,” with Walter Block in The Journal of Labor Research Vol. II, No. 2, pp. 385-88 (Fall, 1981).
- “On Discrimination, Prejudice, and Racial Income Differentials, and Affirmative Action,” in Discrimination, Affirmative Action, and Equal Opportunity, ed., by Walter Block and Michael Walker (Vancouver, B. C.: The Fraser Institute, 1982) pp. 68-99.
- “The Minimum Wage and the Davis-Bacon Act: Comment,” Journal of Labor Research (Fall 1982), pp. 408-410.
- “Minimum Wage - Maximum Folly and Demagoguery” in The Journal/The Institute for Socioeconomic Studies (Winter, 1983), pp. 22-34.
- A Symposium: “Is Supply-Side Economics Dead?” in The American Spectator (November, 1983), p. 22.
- “Which Way America-Left or Right?” in Economics 83/84 ed. by Reuben Slesinger and Glen Beeson, pp. 15-19.
- “Discrimination, Productivity and Marriage” in Equal Pay for Unequal Work ed. by Phyllis Schlafly, 1984, pp. 93-100.
- “Good Intentions - Bad Results: The Economy Pastoral and America’s Disadvantaged” - Notre Dame Journal of Law, Ethics & Public Policy Vol. II, No. l (Spring, 1985), pp. 179-199.
- “Welfare, Family Cohesiveness, and Out-of-Wedlock Births,” with Gregory B. Christiansen in The Family and the State ed. by Fred R. Glahe and Joseph R. Peden (California: Pacific Research Institute for Public Policy, 1986), pp. 381-424.
- “Work, Wealth and Welfare” in Transaction/Society January/February 1986, pp. 23-25.
- “Discrimination and Public Policy” in Selected Affirmative Action Topics in Employment and Business Set-Asides Vol. 1 (Washington, D.C.: U. S. Commission on Civil Rights, 1985), pp. 9-19.
- “How Business Transcends Politics,” Management & Decision Economics Vol. 8, No. 1 (March, 1987), pp. 15-20.
- “The False Civil Rights Vision,” Georgia Law Review (Summer, 1987), pp. 1119-1139.
- “Cigarettes and Property Rights,” in Clearing the Air: Perspectives on Environmental Tobacco Smoke Chapter 5, ed., Robert Tollison, Massachusetts D. C. Heath & Company, 1988.
- “Enlightened Discrimination,” Southern African Freedom Review Vol. 3, No. 4 (February 1991), pp. 36-43.
- “False Civil Rights Vision and Contempt for Rule of Law,” Georgetown Law Review (1991), pp. 801-06.
- “Why Urban Problems Persist,” Southern California Law Review Vol. 66, No. 4 (May 1993) pp. 1665-1673.
- “Ethnic Minorities and Work,” in Work and Employment ed., David Marsland (Minnesota: Paragon House, 1994), pp. 125-144.
- “The Argument for Free Markets: Morality vs. Efficiency,” The Cato Journal (Fall, 1996), pp. 179-189.
- “The Economics of the Colour Bar,” Journal of Labor Research (Spring, 1997).
- “Affirmative Action Can’t Be Mended,” The Cato Journal (Fall, 1997). Pp. 1-10.
- “Blackmail,” The Encyclopedia of Public Choice, ed. Charles K. Rowley & Friedrich Schneider (Boston: Kluwer Academic Publishers, 2003), pp. 41-43.
- “Discrimination,” The Encyclopedia of Public Choice, ed. Charles K. Rowley & Friedrich Schneider (Boston: Kluwer Academic Publishers, 2003), pp. 153-157.
- “Discrimination: The Law vs. Morality,” Cornell Journal of Law and Public Policy (Fall 2003) pp. 111-136.[8]

### Buchbesprechungen
- “The Unequal Elites,” Policy Analysis (Summer, 1977), pp. 554-57.
- “The Declining Significance of Race,” and “Protest, Politics and Prosperity,” reviewed in Public Interest (Fall, 1978), pp. 47-54.
- “Meanness Mania,” by Gerald R. Gill, Reason (July 1981), p. 61.
- “Ethnic America,” by Thomas Sowell, The American Spectator (December 1981).
- “Midnight Economist,” by William Allen, The American Spectator (December 1981).
- “Knowledge and Decisions,” by Thomas Sowell, The American Spectator (December 1981).
- “Economics of Income Redistribution,” Reason (February, 1984), p. 59 and p. 62.
- “Losing Ground: American Social Policy, 1950-1980,” by Charles Murray, Business Horizons (March/April, 1985), pp. 86-87.
- “Racial Conflict and Economic Development,” W. Arthur Lewis, Journal of Economic Literature (March, 1986), pp. 144-45.
- “Family and Nation,” Patrick Moynihan, Reason (October, 1986), pp. 52-54.
- “In the Shadow of the Poorhouse,” Michael B. Katz, Reason (July, 1987), pp. 52-54.
- “Closing the Gap: Forty Years of Black Progress,” Finis Welch and James Smith, American Planning Association Journal (Autumn, 1987).
- “Black and Gold: Tycoons, Revolutionaries and Apartheid,” by Anthony Sampson, Bankers Magazine.
- “In Pursuit of Happiness and Good Government,” by Charles Murray, Reason (December, 1988), pp. 40-42.
- “Journey Continued,” by Alan Paton, Reason (June, 1989), pp. 54-56.
- “The Economics of Apartheid,” by Stephen R. Lewis, Jr., CATO Journal (1991), pp. 329-30.
- “Wandering in the Wilderness,” by Nicholas Lemann, Reason (October, 1991), pp 60-62.
- “The New Politics of Poverty,” by Lawrence Mead, The Washington Times May 24, 1992.
- “Two Nations: Black and White, Separate, Hostile, Unequal,” by Andrew Hacker, Society (January/February 1993), p. 93.
- “How to Rescue the Economy from Crushing Debt & Restore the American Dream,” by Peter G. Peterson, The World & I June, 1994.
- “Faded Dreams: The Politics and Economics of Race in America,” by Martin Carnoy, The Wall Street Journal (November 7, 1994).
- “Darwin’s Athletes: How Sport Has Damaged Black America and Preserved the Myth of Race,” by John Hoberman, The Washington Times March 9, 1997.
- “Rewarding Work: How To Restore Participation and Support to Free Enterprise,” by Edmund S. Phelps, CATO Regulation Winter, 1998.
- “A Dream Deferred: The Second Betrayal of Black Freedom in America”, by Shelby Steele, The Washington Times October 21, 1998.
- “The Origins and Demise of South African Apartheid: A Public Choice Analysis”, by Anton D. Lowenberg and William H. Kaempfer, The Independent Review Volume 4, Number 1, July, 1999.
- “Taboo: Why Black Athletes Dominate Sports and Why We’re Afraid to Talk About It,” by Jon Entine, The American Enterprise, April/May, 2000.
- “The Quest for Cosmic Justice,” by Thomas Sowell, Society magazine, January/February 2001.
- “Race Experts: How Racial Etiquette, Sensitivity Training, and New Age Therapy Hijacked the Civil Rights Revolution,” by Elisabeth Lasch-Quinn, The Washington Times, January 20, 2002.
- “The New White Nationalism in America: Its Challenge to Integration,” by Carol M. Swain, Ideas on Liberty, May 2003, pp. 60-61.
- “Minimum Wages,” Regulation (Summer, 2009), pp. 62-63.

### Verschiedene Artikel und Berichte
- “Minority Education: Some Economic Questions,” in U. S. Civil Rights Commission Hearing, Milliken v. Bradley: The Implications for Metropolitan Desegregation (Washington, D. C.: Government Printing Office, 1974), pp. 103-14.
- “Racial Discrimination: An Alternative Perspective,” in The Writer and the World: Essays by Sidney Hook Walter E. Williams, and A. Lawrence Chickering (Pepperdine University, May 1976), pp. 16-29.
- “Racial Price Discrimination: A Note,” Economic Inquiry (1977).
- “Racial Discrimination and the Law,” New Guard (January, 1978).
- “The New Jim Crow Laws,” Reason (August, 1978), pp. 16-23.
- “Obstacles to Slum Neighborhood Revitalization,” a report to National Commission on Neighborhoods (October, 1978).
- “Racial Reasoning in Unfree Markets,” Regulation (March/April, 1979).
- “Minimum Wage - Maximum Folly,” Newsweek, (September 23, 1979), also in The Wall Street Journal (September 13, 1979).
- “The Shameful Roots of Minority Unemployment,” Reader’s Digest (October, 1979).
- “Should the Minimum Wage Law be Abolished?” in Government, Regulation and the Economy ed., Bernard Siegan (D.C. Heath & Company, 1980), pp. 25-46.
- “The Poor as First Victims of the Welfare State,” in Champions of Freedom: The Ludwig von Mises Lecture Series ed., Ronald L. Trowbridge, (Hillsdale, Michigan: The Hillsdale College Press, 1980).
- Comment on Lee Benham, “Demand for Occupational Licensing,” and Alex Maurizi, “The Impact of Licensing on Quality,” in Occupational Licensing and Regulation ed., Simon Rottenberg (Washington, D. C.: American Enterprise Institute, 1980), pp.36-38.
- “Carter has Given Peanut Shells to the Disadvantaged,” The Conservative Virginian (October 1980).
- “The Shameful Roots of Minority Unemployment,” Competition (November 1980).
- “Legal Barriers to Black Economic Gains: Employment and Transportation,” in The Fairmont Papers (December 1980).
- “Minimum Wage – Minimum Unemployment,” New Generation (Winter 1981).
- “Recipe for a Good Society,” American Spectator (July, 1982).
- “Social Insecurity,” The Washington Spectator (January 1983).
- “Taxes, Taxis and the Poor,” The New York Times (January 8, 1983).
- “Social Security,” Newsweek (January 24, 1983).
- “Beware the Well-Intentioned,” The New York Times (May 15, 1983).
- “Explaining the Economic Gender Gap,” NCPA Policy Report No. 108 (November, 1983), pp. 1-19.
- “Racial Discrimination and the Law,” New Guard (Winter 1983–84)
- “Uncle Sam’s Economic Racism,” Reason (June/July 1985).
- “Do Deficits Really Matter?” Wealth (Spring 1986).
- “Civil Rightsspeak,” New Perspectives (Winter/Spring, 1986), pp. 14-17.
- “Intelligent Bayesian,” The New Republic (November, 1986), p. 18.
- “Affirmative Action Today,” Bureau of National Affairs: Special Report (1986), pp. 162-165.
- “South Africa’s Victory Against Capitalism,” Economic Affairs (October/November, 1986), pp. 23-25.
- “More Perfect Union,” Reason (May, 1988), pp. 34-35. “After Apartheid,” an interview with Frances Kendall and Leon Louw, Reason, July, 1988, pp. 31-36.
- “Fairness and Justice: Process vs. Results,” The Freeman (October, 1988), pp. 31-36.
- “The Economics of Discrimination,” Record, Society of Actuaries Vol. 14. No. 14B (October 1988).
- “The Welfare State and Morality,” The Optimist (November/December 1988).
- “Take the Challenge: Do You Have the Guts to Succeed on Your Own?” Success (January/February 1989).
- “Why We’re Number One: Competing With Each Other Makes Americans the Best,” Success (March 1989).
- “Contraindications,” Administrative Radiology (May 1989).
- “Race, Scholarship, and Affirmative Action: Campus Racism,” National Review (May, 1989), pp. 36-38.
- “Marknadskrafterna avskaffar apartheid,” Contra (1990).
- “South Africa’s War Against Capitalism,” Business Day (January 25, 1990).
- “Triumph Over Capitalism,” Reason (April, 1990), pp. 46-47.
- “South Africa’s War Against Capitalism,” Fraser Forum (April, 1990), pp. 4-15.
- “Myth Making and Reality Testing,” Society (May/June, 1990), pp. 4-7.
- “Paying People Not to Work; Uncle Sam is Destroying Your Work Force,” Success (June 1990).
- “Fighting Off the Snakes: Defend Yourself against Congress,” Success (July/August 1990).
- “The Sex Police: Today’s Judges Think You’re a Bigot,” Success (November 1990).
- “How Much Can Discrimination Explain?” in The Free Market and the Black Community, Champions of Freedom Vol. 16 (Hillsdale, Michigan: Hillsdale College Press), 1990, pp. 15-24.
- “Masking Evil,” New Dimensions (December 1990).
- “What Blacks Can Do For Themselves,” The Philadelphia Inquirer (January 12, 1991).
- “The Santa Claus Syndrome: Dumb Laws Will Not Help the Disabled,” Success, January/February 1991.
- “Ending Ethnic Socialism,” National Review (March 18, 1991), pp. 45-48.
- “The Politics of Envy,” Destiny (March/April 1991).
- “Uncharitable Activities,” Philip Morris Magazine (Winter, 1991), pp. 25-26.
- “After Civil Rights,” in Second Thoughts About Race in America edited by Peter Collier and David Horowitz, New York: Madison Books, 1991, pp. 29-32.
- “Inner Cities: What Government Can and Cannot Do to Help,” Jobs and Capital Summer 1992.
- “Jolly Green Tyrants: Environmental Lies Are Choking Your Business,” Success (June 1992).
- “Our Rights at Risk,” State Government News Summer, 1992.
- “The Legitimate Role of Government in a Free Society,” Investor Guide (September 1992).
- “A False Vision of Black Problems,” Journal of Policy History Vol. 4, No. 3, 1992.
- “What Trade Laws Cost You,” Readers Digest May, 1993.
- “Legitimate Role of Government in a Free Economy,” American College, Frank M. Engle Lecture Series Publication (August, 1993).
- “Nelson Mandela’s Greatest Challenge,” Readers Digest September, 1994.
- “Creating Failure,” The Pennsylvania Scholar Vol. 2, No. 2, Fall, 1994.
- “Rape versus Seduction: Liberty and the Role of Government,” Journal of The Medical Association of Georgia (January, 1995), pp. 25-28.
- “Sex, Families, Race, Poverty, Welfare,” The American Enterprise (January/February 1995).
- “A Tragic Vision of Black Problems,” American Quarterly (Fall, 1995).
- “Racial and Sexual Discrimination,” Vision & Values: Grove City College (December 1995).
- “The Welfare Debate,” Society (July-August, 1996).
- “Justice in the Process, Not in the Results,” Academic Questions (Fall 1996).
- “North Philly: Yesterday and Today,” American Enterprise (November-December, 1996).
- “Comments on James Q. Wilson’s Compromise on Affirmative Action in American Higher Education,” The Journal of Blacks in Higher Education Spring, 1997 Number 15, page 106.
- “Racial and Sexual Discrimination,” The Enterpriser, a publication of the Probasco Chair of Free Enterprise and its Center for Economic Education, (Spring, 1997).
- “Drugs, Economics and Liberty,” The Enterpriser, a publication of the Probasco Chair of Free Enterprise and its Center for Economic Education, (Spring, 1998).
- “Manufacturing Race Conflict,” The Good Society, Volume 8, Number 1, (Winter, 1998).
- “Republican Challenge,” Rising Tide, Republican National Committee, (Spring 1999).
- “Should the Confederate Battle Flag Be Banned From All Public Buildings?” Insight, (February 2000).
- “Capitalism and the Common Man,” The Enterpriser (Spring 2000)
- “Capitalism and the Common Man,” Fraser Forum (June 2000).
- “Fairness, Justice and the Market,” in The Visible Hand: The Challenge to Private Enterprise in the 21st Century, edited by Francis W. Rushing, (2000).
- “The Legitimate Role of Government in a Free Society,” Imprimis,(August 2000).
- “The Role of Government in a Free Society,” Champions of Freedom: Competition or Compulsion? The Market Economy versus The New Social Engineering, The Ludwig von Mises Lecture Series, Volume 28, Hillsdale College Press, Hillsdale, MI (2001).
- “Affirmative Action Can’t Be Mended,” Toward Liberty: The Idea That Is Changing the World, ed. David Boaz (Washington, D.C.): Cato Institute, (2002), pp. 442-451.
- “The Entrepreneur As American Hero,” Imprimis (March 2005).
- “Foreword,” The Road to Serfdom, Institute of Economic Affairs, (2005).
- “Future Prospects for Economic Liberty,” Imprimis (September 2009).
- “Who’s To Blame?,” Freedom Watch, The American Spectator, (February 2010).

### Interviews
- Interview “Lower Minimum Wage for Teens?” U.S. News and World Report (December 15, 1980).
- Interview “Why Reagan Presidency Could be Good for U.S. Blacks,” Human Events (January 31, 1981).
- “Hello Little Brother, Another View: Dr. Walter Williams” by Malcolm A. Kline, Management (1984).
- Interview “On Helping the Poor,” The Gambier Journal (May 1985).
- Interview “Dangers of Inflation Now Much Greater,” The Aden Interviews (June 1987).
- Interview “On Liberty’s Moral Superiority,” The Acton Institute for the Study of Religion & Liberty (November/December 1994).
- Interview, Southern Partisan (1999).
- Interview by Abdiweli Ali, The Journal of Applied Management and Entrepreneurship (July 2005).